# Hervé Arsène
Hervé Arsène (Nosy Be, 30 ottobre 1963) è un ex calciatore malgascio, di ruolo centrocampista.
Fu il primo calciatore malgascio a giocare in un campionato professionistico.

## Biografia
Sposato con Faouzia (nata nel 1963), ha avuto tre figli: Faed (nato nel 1986), Ulrich (nato nel 1990) e Sharmila (nata nel 1994).

## Carriera

### Giocatore

#### Club
Durante la sua carriera ha vestito le maglie di Jirama Antsiranana e Sotema in Madagascar e quella del Saint-André-de-la-Réunion nell'isola Riunione. Trasferitosi ai francesi del Lens nel 1987, in Ligue 1, gioca per un breve periodo con La Roche prima di ritornare al Lens, società nella quale appende gli scarpini al chiodo al termine della stagione 1997-1998.
Ha indossato i colori del Lens in 225 partite di Ligue, siglando 3 reti, e giocando anche 49 volte per la squadra riserve. Vanta una presenze nella Coppa UEFA 1994-1995: il 5 dicembre del 1995 esordisce nei tempi supplementari contro lo Slavia Praga, che vincerà l'incontro per 0-1 passando agli ottavi di finale.

#### Nazionale
Ha debuttato in Nazionale il 5 aprile 1985, in Egitto-Madagascar. Ha collezionato in totale, con la maglia della Nazionale, 3 presenze.

### Allenatore
Ha allenato, fra il 2007 e il 2008, la Nazionale malgascia.

## Statistiche

### Cronologia presenze e reti in nazionale
| Cronologia completa delle presenze e delle reti in nazionale ― Madagascar | Cronologia completa delle presenze e delle reti in nazionale ― Madagascar | Cronologia completa delle presenze e delle reti in nazionale ― Madagascar | Cronologia completa delle presenze e delle reti in nazionale ― Madagascar | Cronologia completa delle presenze e delle reti in nazionale ― Madagascar | Cronologia completa delle presenze e delle reti in nazionale ― Madagascar | Cronologia completa delle presenze e delle reti in nazionale ― Madagascar | Cronologia completa delle presenze e delle reti in nazionale ― Madagascar |
| Data                                                                      | Città                                                                     | In casa                                                                   | Risultato                                                                 | Ospiti                                                                    | Competizione                                                              | Reti                                                                      | Note                                                                      |
| ------------------------------------------------------------------------- | ------------------------------------------------------------------------- | ------------------------------------------------------------------------- | ------------------------------------------------------------------------- | ------------------------------------------------------------------------- | ------------------------------------------------------------------------- | ------------------------------------------------------------------------- | ------------------------------------------------------------------------- |
| 5-4-1985                                                                  | Il Cairo                                                                  | Egitto                                                                    | 1 – 0                                                                     | Madagascar                                                                | Qual. Mondiali 1998                                                       | -                                                                         |                                                                           |
| 21-4-1985                                                                 | Antananarivo                                                              | Madagascar                                                                | 1 – 0                                                                     | Egitto                                                                    | Qual. Mondiali 1998                                                       | -                                                                         |                                                                           |
| 2-6-1996                                                                  | Antananarivo                                                              | Madagascar                                                                | 1 – 2                                                                     | Zimbabwe                                                                  | Qual. Mondiali 1998                                                       | -                                                                         | 56’                                                                       |
| Totale                                                                    |                                                                           | Presenze                                                                  | 3                                                                         |                                                                           | Reti                                                                      | 0                                                                         |                                                                           |

## Palmarès

### Club

#### Competizioni nazionali
- Coupe de la Ligue: 1

Lens: 1993-1994
- Campionato francese: 1

Lens: 1997-1998